# Caudipterygidae

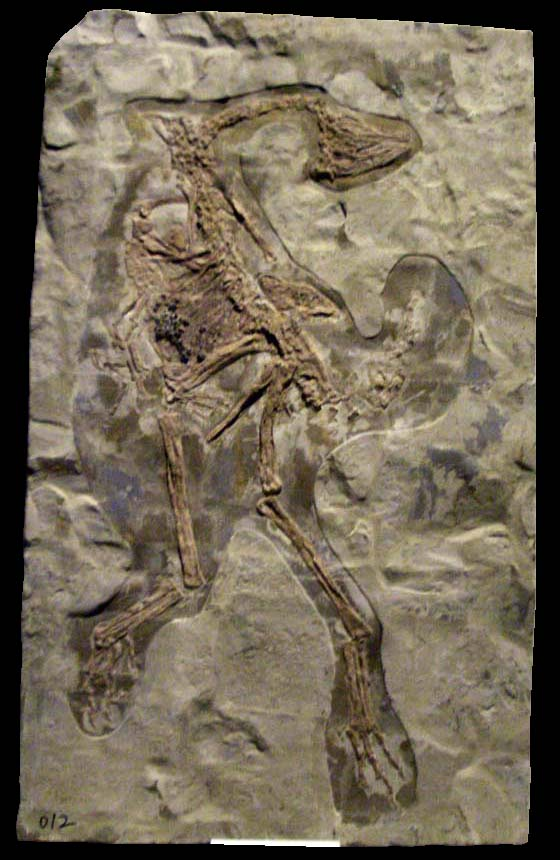
Caudipteryx zelf

De Caudipterygidae of, taalkundig onjuist, Caudipteridae, zijn een groep dinosauriërs behorend tot de Oviraptorosauria. Deze groep omvat de soort Caudipteryx.
In 2000 gebruikten de Chinese paleontologen Zhou en Wang de naam Caudipteridae voor de groep die Caudipteryx omvat. De naam heeft de uitgang van de taxonrang familie, maar het is onduidelijk of het in de bedoeling lag slechts een familie te benoemen of het begrip ook of primair als een klade te gebruiken. Een kladedefinitie werd echter niet gegeven, zodat het onmogelijk is van andere soorten te bepalen of zij tot deze groep behoren. Een verder probleem is dat het woord fout van Caudipteryx was afgeleid: het had Caudipterygidae moeten zijn. Hoewel de naam als zodanig prioriteit heeft, staat het eenieder vrij om een klade te definiëren onder de correcte afleiding. Daarbij komt dat een familie de naam heeft die afgeleid is van de eerst beschreven soort, in casu dus Caudipteryx; sommigen stellen dat Caudipteridae als foute afleiding geen afleiding kán zijn van Caudipteryx en Caudipterygidae de enig mogelijke vorm is. 
In 2008 werd Similicaudipteryx beschreven als een caudipterygide.